# Новікова Ольга Євгеніївна
Ольга Євгеніївна Новікова (нар. 9 грудня 1977) — білоруська футболістка, нападниця. Виступала за збірну Білорусі.

## Життєпис
Брала участь у дорослих змаганнях з 14-річного віку. У першому сезоні незалежного чемпіонату Білорусі в 1992 році в складі могильовської «Надії» стала чемпіонкою та володаркою Кубку, в фіналі Кубку відзначилася одним з голів у ворота мінської «Електроніки» (5:0). Згодом виступала за інші клуби Білорусі, в тому числі в складі «Бобруйчанки» брала участь в матчах єврокубків.
З 2000-х років грала за клуби вищої ліги Росії — «Спартак» (Москва), «Надія» (Ногінськ), «Ізмайлово» (Москва), «Рязань-ВДВ», «Зоркий» (Красногорськ). У складі «Спартака» — фіналістка Кубку Росії 2006 року, в складі «Зоркого» в сезоні 2011/12 років стала срібним призером чемпіонату.
Виступала за національну збірну Білорусії, в офіційних матчах дебютувала в 1995 році. У 2009-2011 роках зіграла 4 матчі та відзначилася 1 голом у кваліфікаційних поєдинках чемпіонатів світу та Європи. За даними УЄФА за весь час зіграла 29 матчі та відзначилася 4 голами за збірну в офіційних турнірах.
Після завершення кар'єри гравчині входила до тренерського штабу жіночого клубу «Іслоч-РДОР», де працювала з дорослою командою і командами дівчаток. На початку 2020 року одержала тренерську ліцензію «В».